# 1523
1523 (MDXXIII) fue un año común comenzado en jueves del calendario juliano.

## Acontecimientos
- 18 de marzo: en el Reino de Valencia (España) finaliza la revuelta de las Germanías.
- 6 de junio: en Suecia, Gustavo Vasa se proclama rey y se independiza de Dinamarca. Fin de la Unión de Kalmar.
- En junio, los más prestigiosos astrólogos de Inglaterra profetizan que el 1 de febrero del año siguiente una inundación en Londres producirá el fin del mundo.[1]
- 25 de julio: en la actual México, el conquistador español Gonzalo de Sandoval funda la ciudad de Colima.
- 19 de noviembre: en Transilvania, a unos 250 km al noroeste de Bucarest (Rumania) se registra un terremoto de 5,3 grados de la escala sismológica de Richter y una intensidad de 8, con epicentro casi en la superficie.
- 26 de noviembre: el cardenal Médici es elegido papa con el nombre de Clemente VII.
- 13 de diciembre: en la actual Acapulco (en la costa mexicana del océano Pacífico), Juan Rodríguez de Villafuerte y sus soldados realizan la primera exploración española de la bahía de Santa Lucía.
- En el norte de Italia, un ejército francés intenta recuperar Milán, pero fracasa ante la gran ofensiva aliada de tropas españolas, flamencas, alemanas e inglesas.

## Arte y literatura
- El pintor italiano Tiziano pinta Baco y Ariadne.

## Nacimientos
- Juan Vázquez de Coronado, militar español en Centroamérica.

## Fallecimientos
- 22 de febrero: Rodrigo Díaz de Vivar y Mendoza, aristócrata español (n. 1466).
- 27 de julio: Cesare da Sesto, pintor italiano (n. 1477), seguidor de Leonardo da Vinci.
- 14 de septiembre: Adriano VI, papa neerlandés (n. 1459).
- Bernardino López de Carvajal y Sande, cardenal y político español.
- Pietro Perugino, pintor italiano.